# Nazionale femminile di pallacanestro del Ghana
La nazionale di pallacanestro femminile del Ghana è la rappresentativa cestistica del Ghana ed è posta sotto l'egida della Federazione cestistica del Ghana

## Piazzamenti

### Campionati africani
- 1977 - 6°
- 1979 -  3°
- 2011 - 12°

## Formazioni

### Campionati africani
Campionato africano femminile di pallacanestro 20114 Alhassan, 6 Sadat, 7 Dsane, 8 Mumuni, 9 Atebkah, 10 Sosavi, 11 Yinamyah, 12 Ntow, 14 Sulemana,        All. -